# Lupta de clasă (revistă)
Lupta de clasă a fost o revistă care a apărut la București la 1 iulie 1920, editată de secțiunea din București a Partidului Socialist din România, și a apărut cu același editor până în 1939.
Titlul revistei a fost preluat în august-septembrie 1948 de Partidul Muncitoresc Român, moment din care revista a avut subtitlul "Organ teoretic și politic al Comitetului Central al Partidului Muncitoresc Român".
În primul număr al noii formule, Gheorghe Gheorghiu-Dej semna un "Cuvânt înainte" în care justifica necesitatea și importanța acestei publicații, prin nevoia de a evita "căderea sub influența ideologiei străine, abandonarea învățăturii marxist-leniniste și renunțarea la experiența istorică a Partidului Comunist (bolșevic) din U.R.S.S.", inițiată prin apariția politicii duse în Republica Socialistă Federativă Iugoslavia de Partidul Comunist Iugoslav, sub conducerea lui Iosip Broz Tito.
Revista Lupta de clasă a apărut neîncetat sub acest nume din iulie 1920 până în august 1972.
Revista Lupta de clasă a fost continuată, din septembrie 1972, de revista Era Socialistă, cu subtitlul "Revistă teoretică și social-politică a Comitetului Central al Partidului Comunist Român"  și a constituit, alături de organul Partidului Comunist Român, „Scânteia”, principalul mijloc de transmitere în mase a ideologiei regimului comunist. Revista Lupta de clasă a fost condusă din 1962 de Ștefan Voicu (Aurel Rotenberg), care a rămas în fruntea ei și sub Nicolae Ceaușescu, câțiva ani după schimbarea denumirii în Era Socialistă, până în 1974.